# سدار فالز (آیووا)
سدار فالز (به انگلیسی: Cedar Falls) شهری در ایالت آیووا کشور ایالات متحده آمریکا است که جمعیت آن در سرشماری سال ۲۰۱۰ میلادی، ۳۹٬۲۶۰ نفر بوده‌است.